# 永寧府
永寧府（えいねいふ）は、中国にかつて存在した府。明代から清代にかけて、現在の雲南省寧蒗イ族自治県と四川省ムリ・チベット族自治県にまたがる地域に設置された。

## 概要
1279年（至元16年）、元により北勝州・永寧州が置かれた。1283年（至元20年）、北勝州は北勝府に昇格した。北勝府と永寧州は麗江路軍民宣撫司に属した。
1382年（洪武15年）、明により北勝府は北勝州に降格した。1406年（永楽4年）、永寧州は永寧府に昇格した。1442年（正統7年）、北勝州は直隷州に昇格した。永寧府は雲南省に属し、剌次和長官司・革甸長官司・香羅甸長官司・瓦魯之長官司の4長官司を管轄した。阿氏が土司として知府を世襲した。
1698年（康熙37年）、清により北勝州は永北府に昇格した。1770年（乾隆35年）、永北府は永北直隷庁と改められた。永北直隷庁は雲南省に属し、華栄荘・衙坪荘の2経歴司と蒗蕖土州と永寧土府に属する卜兀山・剌不・甲母・六捏山の4長官司を管轄した。
1913年、中華民国により永北直隷庁は廃止された。